# Siete años en el Tíbet
Siete años en el Tíbet es una novela autobiográfica escrita por el alpinista austriaco Heinrich Harrer, basándose en las experiencias acontecidas en su viaje al Tíbet entre 1944 y 1951, durante el transcurso de la II Guerra Mundial y el periodo anterior a la invasión del Ejército Popular de Liberación chino a esta región.
El libro fue traducido a por lo menos 53 idiomas.

## Argumento
El libro comienza narrando la huida de Harrer y su compañero Peter Aufschnaiter de un campo de internamiento de la Commonwealth en la India, tras el cual se desplazan a Lhasa, la capital del Tíbet, donde permanecen varios años. Allí descubren la cultura tibetana, que es descrita con detalle en el libro. Posteriormente, Harrer se convierte en tutor y amigo del decimocuarto dalái lama.

## En el cine
El libro fue adaptado en dos ocasiones para la pantalla:
- Siete años en el Tíbet (Sieben Jahre in Tibet, 1956),  documental dirigido por Hans Nieter y nominado para la Palma de Oro en el Festival de Cannes.[1] En él se incluyen vídeos reales capturados por Harrer, además de escenas reconstruidas.[2]
- Siete años en el Tíbet (Seven Years in Tibet, 1997), una historia ficticia basada en el libro, dirigida por Jean-Jacques Annaud y protagonizada por Brad Pitt y David Thewlis como Harrer y Aufschnaiter respectivamente.[3]